# Selman Waksman
Selman Abraham Waksman (ur. 10 lipca?/22 lipca 1888 w Nowej Pryłuce, zm. 16 sierpnia 1973 w Hyannis) – amerykański mikrobiolog, pochodzący z Ukrainy, laureat Nagrody Nobla w dziedzinie fizjologii lub medycyny pochodzenia żydowskiego.

## Życiorys
Urodził się w Nowej Pryłuce, znajdującej się wówczas na terenie Imperium Rosyjskiego, obecnie na Ukrainie. Syn Jacoba Waksmana i Fradii London. Początkowo pobierał lekcje od prywatnych nauczycieli, potem uczęszczał do szkół w Odessie. W 1910 ukończył V Gimnazjum w Odessie, a wkrótce potem wyjechał do Stanów Zjednoczonych.
W Stanach Zjednoczonych uzyskał państwowe stypendium, które pozwoliło mu wstąpić, jesienią 1911, na Rutgers College w New Brunswick. W 1915 uzyskał tam B.Sc. w dziedzinie rolnictwa, po czym rozpoczął pracę jako asystent badawczy w zespole Jacoba G. Lipmana, zajmującego się mikrobiologią gleb w New Jersey Agricultural Experiment Station. Równocześnie kontynuował studia, w 1916 uzyskał tytuł magistra w Rutgers College, a w 1918 stopień doktora biochemii na Uniwersytecie Kalifornijskim w Berkeley. W 1916 uzyskał obywatelstwo amerykańskie.
Po uzyskaniu doktoratu powrócił na Uniwersytet Rutgersa jako wykładowca mikrobiologii gleb, w 1925 uzyskał tytuł Associate Professor, a w 1930 tytuł profesora. W 1940, kiedy na uczelni powstał Zakład Mikrobiologii, został jego kierownikiem, a w 1949 dyrektorem Instytutu Mikrobiologii. 
Jego badanie nad promieniowcami pozwoliły na uzyskanie szeregu antybiotyków (tego terminu Waksman użył jako pierwszy w 1941). W 1940, wraz ze swoim doktorantem H. Boydem Woodruffem, wyizolował z bakterii glebowych daktynomycynę – antybiotyk, który był efektywny w zwalczaniu zarówno bakterii Gram-dodatnich, jak i Gram-ujemnych, w tym prątków gruźlicy, ale był równocześnie silnie toksyczny dla zwierząt, którym go podawano. W 1944, wraz ze swoimi doktorantami, Albertem Schatzem i Elizabeth Bugie, opublikował artykuł opisujący odkrycie streptomycyny, wyizolowanej ze szczepu promieniowca Streptomyces griseus. W 1948 uzyskał neomycynę.
W 1952 otrzymał Nagrodę Nobla w dziedzinie fizjologii lub medycyny, za odkrycie streptomycyny, pierwszego antybiotyku efektywnego przeciw gruźlicy.